# Злочув (ґміна)
Ґміна Злочув (пол. Gmina Złoczów) — колишня (1934—1939 рр.) сільська ґміна Золочівського повіту Тарнопольського воєводства Польської республіки (1918—1939) рр. Центром ґміни було місто Золочів, яке не входило до її складу.

1 серпня 1934 р. було створено ґміну Злочув у Золочівському повіті. До неї увійшли сільські громади: Бонішин, Хільчице, Городилув, Ясьоновце, Княже, Ляцкє Мале, Ляцкє Вєлькє, Почапи, Залєсє, Жуліце.

У 1934 р. територія ґміни становила 111,09 км². Населення ґміни станом на 1931 рік становило 8 854 особи. Налічувалось 1 803 житлові будинки.
В 1940 р. ґміна ліквідована у зв'язку з утворенням району.